# حميط أصغر
حميط أصغر (الاسم العلمي:Tragia minor) هو نوع من النباتات يتبع جنس الحميط من الفصيلة الفربيونية.